# Березовка (Уфимський район)
Бере́зовка (рос. Берёзовка, башк. Березовка) — присілок у складі Уфимського району Башкортостану, Росія. Входить до складу Зубовської сільської ради.
Населення — 115 осіб (2010; 137 в 2002).
Національний склад:
- росіяни — 89 %